# Torre Torone
La Torre Torone è un baluardo di avvistamento di Forio d'Ischia. Era il principale mezzo di difesa contro i pirati e fu anche residenza del pirata Dragut.

## Storia
Completamente in tufo verde di Ischia, la torre fu costruita nel 1534. Sita fra il mare e centro abitato serviva da rifugio contro le invasioni barbariche e come punto di avvistamento nei periodi di pace. La sua posizione risulta estremamente strategica per entrambi i compiti, la vicinanza ad altre strutture di avvistamento la rende perfetta per comunicare con gli altri baluardi e quindi permettere un efficace e immediato passaggio di informazioni fra le torri.

## Struttura
Composta da una cisterna sottostante e due piani superiori, la torre è costruita su un grande complesso di pietra lavica ed ha una forma cilindrica. Ogni piano e la cisterna avevano precise funzioni destinate ai momenti in cui bisognava rifugiarsi nell'edificio al momento delle invasioni.
La cisterna aveva lo scopo di raccogliere l'acqua piovana e anche di garantire i servizi igienici a i vari abitanti della torre. Il primo piano serviva da deposito di armi e strumenti di controffensiva contro i pirati. Il piano superiore invece dava alloggio ai rifugiati e poteva ospitare fino a 10-15 persone.
La torre Torone inoltre era equipaggiata di 4 cannoni e la sua difesa era rafforzata da altre torri limitrofe che ne garantivano la protezione.

## Il pirata Dragut
Forio, come tutta l'isola d'Ischia, è stato spesso soggetto ad invasioni barbariche e piratesche.
I pirati saraceni erano soliti attaccare queste isole e fare razzie e ruberie dei vari tesori lì stipati. L'incursione del pirata Dragut fu la più disastrosa e terrificante incursione piratesca che Forio e la torre Torone abbiano conosciuto.
Amico e rivale del pirata Barbarossa, Dragut era definito il temporale dei mari tale era il suo impeto distruttivo. Dopo un assedio che causò oltre duemila morti e innumerevoli feriti, nel giugno del 1544 il pirata fece breccia nelle difese ischitane e conquistò completamente l'isola ed anche la Torre Torone che divenne per un periodo la sua abitazione principale.